# العلاقات الغانية الفرنسية
العلاقات الغانية الفرنسية هي العلاقات الثنائية التي تجمع بين غانا وفرنسا.

## مقارنة بين البلدين
هذه مقارنة عامة ومرجعية للدولتين:
| وجه المقارنة                                              | غانا         | فرنسا                                                    |
| --------------------------------------------------------- | ------------ | -------------------------------------------------------- |
| المساحة (كم2)                                             | 238.53 ألف   | 643.80 ألف                                               |
| عدد السكان (نسمة)                                         | 26.91 مليون  | 67.12 مليون                                              |
| الكثافة السكانية (ن./كم²)                                 | 112.82       | 104.26                                                   |
| العاصمة                                                   | أكرا         | باريس                                                    |
| اللغة الرسمية                                             | لغة إنجليزية | لغة فرنسية                                               |
| العملة                                                    | سيدي غاني    | يورو، فرنك س ف ب، فرنك فرنسي، Livre tournois ‏            |
| الناتج المحلي الإجمالي (بليون دولار)                      | 47.33 مليار  | 2.58 تريليون                                             |
| الناتج المحلي الإجمالي (تعادل القوة الشرائية) بليون دولار | 115.41 مليار | 2.87 تريليون                                             |
| الناتج المحلي الإجمالي الاسمي للفرد دولار أمريكي          | 1.37 ألف     | 36.20 ألف                                                |
| الناتج المحلي الإجمالي للفرد دولار أمريكي                 | 4.08 ألف     | 39.33 ألف                                                |
| مؤشر التنمية البشرية                                      | 0.579        | 0.888                                                    |
| رمز المكالمات الدولي                                      | +233         | +33                                                      |
| رمز الإنترنت                                              | .gh          | .fr، .bzh ‏، .tf، .re، .wf، .yt، .pm، .paris              |
| المنطقة الزمنية                                           | 00           | أوروبا/باريس ‏، توقيت وسط أوروبا، توقيت وسط أوروبا الصيفي |

## منظمات دولية مشتركة
يشترك البلدان في عضوية مجموعة من المنظمات الدولية، منها:
| علم المنظمة | اسم المنظمة                               | تاريخ انضمام غانا | تاريخ انضمام فرنسا |
| ----------- | ----------------------------------------- | ----------------- | ------------------ |
|             | مؤسسة التنمية الدولية                     | 29 ديسمبر 1960    | 30 ديسمبر 1960     |
|             | يونسكو                                    | 11 أبريل 1958     | 4 نوفمبر 1946      |
|             | وكالة ضمان الاستثمار متعدد الأطراف        | 29 أبريل 1988     | 28 ديسمبر 1989     |
|             | الأمم المتحدة                             | 8 مارس 1957       | 24 أكتوبر 1945     |
|             | الفريق المعني برصد الأرض                  | ?                 | ?                  |
|             | الاتحاد البريدي العالمي                   | ?                 | ?                  |
|             | البنك الدولي للإنشاء والتعمير             | 20 سبتمبر 1957    | 27 ديسمبر 1945     |
|             | الاتحاد الدولي للاتصالات                  | 17 مايو 1957      | 1866               |
|             | منظمة حظر الأسلحة الكيميائية              | ?                 | ?                  |
|             | مؤسسة التمويل الدولية                     | 3 أبريل 1958      | 20 يوليو 1956      |
|             | المركز الدولي لتسوية المنازعات الاستشارية | 14 أكتوبر 1966    | 20 سبتمبر 1967     |
|             | منظمة التجارة العالمية                    | ?                 | 1995               |
|             | منظمة الشرطة الجنائية الدولية             | ?                 | ?                  |
|             | البنك الإفريقي للتنمية                    | ?                 | ?                  |

## أعلام
هذه قائمة لبعض الشخصيات التي تربطها علاقات بالبلدين:
- أندريه آيو (لاعب كرة قدم غاني، 17 ديسمبر 1989[22] – )
- إينوك كواتينغ (لاعب كرة قدم فرنسي، 9 أبريل 1997[23] – )
- بيلي واتارا (لاعب كرة سلة فرنسي، 24 يناير 1992 – )
- جوردان آيو (لاعب كرة قدم غاني، 11 سبتمبر 1991[24] – )
- جيري فاندام (لاعب كرة قدم فرنسي، 8 ديسمبر 1988[25] – )
- دينيس أبياه (لاعب كرة قدم فرنسي، 9 يونيو 1992[26] – )
- زنوج فرنسا
- كيفن أوسي (لاعب كرة قدم غاني، 26 مارس 1991[27] – )

## وصلات خارجية
- موقع وزارة الخارجية الغانية
- موقع وزارة الخارجية الفرنسية